# Карион де лос Сеспедес
Карион де лос Сеспедес (на испански: Carrión de los Céspedes) е населено място и община в Испания. Намира се в провинция Севиля, в състава на автономната област Андалусия. Общината влиза в състава на района (комарка) Ел Алхарафе. Заема площ от 6 km². Населението му е 2261 души (на 2007 год). Разстоянието до административния център на провинцията е 36 km.

## Демография
| 1996 | 1998 | 1999 | 2000 | 2001 | 2002 | 2003 | 2004 | 2005 | 2006 |
| ---- | ---- | ---- | ---- | ---- | ---- | ---- | ---- | ---- | ---- |
| 2257 | 2271 | 2306 | 2331 | 2315 | 2323 | 2296 | 2292 | 2274 | 2267 |